# Tyrrell 003
O  003 é o modelo utilizado da Tyrrell na temporada de 1971 a partir do GP da Espanha e a temporada de 1972 até o GP da Alemanha de Fórmula 1. Foi conduzido apenas por Jackie Stewart. Com esse modelo, a Tyrrell faturou o Mundial de Pilotos pela primeira vez e o de Construtores pela única vez.

## Resultados[1]
(legenda) (em negrito indica pole position e itálico volta mais rápida)
| Ano  | Chassi | Motor                | Pilotos         | 1   | 2   | 3   | 4   | 5   | 6   | 7   | 8    | 9   | 10  | 11  | Pontos    | Posição |  |
| ---- | ------ | -------------------- | --------------- | --- | --- | --- | --- | --- | --- | --- | ---- | --- | --- | --- | --------- | ------- |  |
|      |        |                      |                 |     |     |     |     |     |     |     |      |     |     |     |           |         |  |
|      |        |                      |                 | RSA | ESP | MON | NED | FRA | GBR | GER | AUT  | ITA | CAN | USA |           |         |  |
| 1971 | 003    | Ford Cosworth DFV V8 | Jackie Stewart* |     | 1   | 1   | 11  | 1   | 1   | 1   | Ret* | Ret | 1   | 5   | 541 (73)* | 1°      |  |

| Número Do Carro Em Cada Corrida | Número Do Carro Em Cada Corrida | Número Do Carro Em Cada Corrida | Número Do Carro Em Cada Corrida | Número Do Carro Em Cada Corrida | Número Do Carro Em Cada Corrida | Número Do Carro Em Cada Corrida | Número Do Carro Em Cada Corrida | Número Do Carro Em Cada Corrida | Número Do Carro Em Cada Corrida | Número Do Carro Em Cada Corrida | Número Do Carro Em Cada Corrida | Número Do Carro Em Cada Corrida | Número Do Carro Em Cada Corrida |
| Ano                             | Chassi                          | Piloto                          | 1 RSA                           | 2 ESP                           | 3 MON                           | 4 NED                           | 5 FRA                           | 6 GBR                           | 7 GER                           | 8 AUT                           | 9 ITA                           | 10 CAN                          | 11 USA                          |
| ------------------------------- | ------------------------------- | ------------------------------- | ------------------------------- | ------------------------------- | ------------------------------- | ------------------------------- | ------------------------------- | ------------------------------- | ------------------------------- | ------------------------------- | ------------------------------- | ------------------------------- | ------------------------------- |
| 1971                            | 003                             | Jackie Stewart*                 |                                 | 11                              | 11                              | 5                               | 11                              | 12                              | 2                               | 11                              | 30                              | 11                              | 8                               |

↑1  Stewart marcou 6 pontos no Tyrrell 001 e Cevert 13 pontos no Tyrrell 002.
*Campeão
(legenda) (em negrito indica pole position e itálico volta mais rápida)
| Ano  | Chassi | Motor                | Pilotos        | 1   | 2     | 3     | 4   | 5   | 6   | 7   | 8    | 9   | 10  | 11  | 12  | Pontos   | Posição |  |
| ---- | ------ | -------------------- | -------------- | --- | ----- | ----- | --- | --- | --- | --- | ---- | --- | --- | --- | --- | -------- | ------- |  |
|      |        |                      |                |     |       |       |     |     |     |     |      |     |     |     |     |          |         |  |
|      |        |                      |                | ARG | RSA   | ESP   | MON | BEL | FRA | GBR | GER  | AUT | ITA | CAN | USA |          |         |  |
| 1972 | 003    | Ford Cosworth DFV V8 | Jackie Stewart | 1 G | Ret G | Ret G |     |     | 1 G | 2 G | 11 G |     |     |     |     | 242 (51) | 2°      |  |

| Número Do Carro Em Cada Corrida Em 1972 | Número Do Carro Em Cada Corrida Em 1972 | Número Do Carro Em Cada Corrida Em 1972 | Número Do Carro Em Cada Corrida Em 1972 | Número Do Carro Em Cada Corrida Em 1972 | Número Do Carro Em Cada Corrida Em 1972 | Número Do Carro Em Cada Corrida Em 1972 | Número Do Carro Em Cada Corrida Em 1972 | Número Do Carro Em Cada Corrida Em 1972 | Número Do Carro Em Cada Corrida Em 1972 | Número Do Carro Em Cada Corrida Em 1972 | Número Do Carro Em Cada Corrida Em 1972 | Número Do Carro Em Cada Corrida Em 1972 |
| Piloto                                  | 1 ARG                                   | 2 RSA                                   | 3 ESP                                   | 4 MON                                   | 5 BEL                                   | 6 FRA                                   | 7 GBR                                   | 8 GER                                   | 9 AUT                                   | 10 ITA                                  | 11 CAN                                  | 12 USA                                  |
| --------------------------------------- | --------------------------------------- | --------------------------------------- | --------------------------------------- | --------------------------------------- | --------------------------------------- | --------------------------------------- | --------------------------------------- | --------------------------------------- | --------------------------------------- | --------------------------------------- | --------------------------------------- | --------------------------------------- |
| Jackie Stewart                          | 21                                      | 1                                       | 1                                       | -                                       | 7                                       | 4                                       | 1                                       | 1                                       | -                                       | -                                       | -                                       | -                                       |

↑2  Cevert marcou 6 pontos no Tyrrell 002 e Stewart 3 pontos no Tyrrell 004 e 18 pontos no Tyrrell 005.